# 폐왕별자
페황별자는 조선민주주의인민공화국에서 만들어진 경극의 모방극이다. 1960년 7월 10일에 평양에서 처음 상연되었다. 한때는 황이 아닌 왕이라 불렸다.